# آدم وابيتا
آدم وابيتا (بالبولندية: Adam Łapeta) مواليد 9 نوفمبر 1987 في بولندا، هو لاعب كرة سلة بولندي. بدأ مسيرته الاحترافية في سنة 2005. يلعب في الدوري الليتواني لكرة السلة كلاعب وسط. يحمل الرقم 16. يبلغ طوله 7 قدم 1.5 بوصة (2.2 م).

## المسيرة الاحترافية
لعب مع أسكو غدينيا من سنة 2005 إلى 2012، ثم لعب مع نادي جلونا غورا لكرة السلة في موسم 2012–2013، ثم لعب مع ليتوفوس رايتس في سنة 2016.

## روابط خارجية
- آدم وابيتا على موقع الاتحاد الدولي لكرة السلة (الإنجليزية)
- آدم وابيتا على موقع الدوري الأوروبي لكرة السلة (الإنجليزية)
- آدم وابيتا على موقع كرة السلة الأوروبية.كوم (الإنجليزية)
- آدم وابيتا على موقع ريلجم (الإنجليزية)
- آدم وابيتا على موقع بروبوليرز (الإنجليزية)
- آدم وابيتا على موقع سبورتس رفرنس (الإنجليزية)